# Sibylle Dotti
Sibylle Dotti (* 1913 in Berlin-Schöneberg; † 17. Dezember 2003 in Lage) war eine deutsche Kunstpädagogin, Malerin und Grafikerin.

## Leben und Werk
Nach dem Abitur studierte sie in Berlin Neuenglische Philologie und an der  Staatlichen Hochschule für Kunst und Kunsterziehung. 1937 legte sie das Staatsexamen für Kunsterziehung ab, 1939 die Assessorenprüfung. Lehraufträge in Österreich und Berlin schlossen sich in den Jahren bis 1943 an. Im Jahre 1943 wurde Sibylle Dotti mit einer Berliner Mädchenschule nach Böhmen evakuiert. Am 20. Juli 1945 kam sie mit einem Zug, der Schülerinnen und Lehrerinnen (unter ihnen Anna Schönborn, Hildegard Sauerbier und Käthe Aettner) evakuierte, nach Lage. Von 1945 bis 1948 war Sibylle Dotti zunächst freischaffend tätig, wurde Mitglied des Lippischen Künstlerbundes und Mitbegründerin der Gruppe junger westen. Kunsterzieherin am Stadtgymnasium in Detmold war sie von 1948 bis 1978, wurde dort Fachleiterin, ab 1970 Studiendirektorin und ging 1975 in den Ruhestand. In der Zeit von 1962 bis 1972 arbeitete sie im Richtlinienausschuss für die Kunsterziehung in Nordrhein-Westfalen, wo ihr besonderes Anliegen stets die Verdichtung von Kunstbetrachtung zur Kunstgeschichte war.
Sie war Trägerin des Bundesverdienstkreuzes, Kulturpreisträgerin des Landesverbandes Lippe und Inhaberin des Ehrentalers der Stadt Lage. Die nach ihr benannte Stiftung nutzt das Foyer des ehemaligen Technikums Lage für Ausstellungen mit Werken von Künstlern aus der Region.
Radierung, Handzeichnung, Fotomontage, Feder- und Kreidezeichnung waren ihre bevorzugten Gestaltungsmittel.

## Veröffentlichungen
- Sibylle Dotti: Linie und Farbe, 1988
- Sibylle Dotti: Temperabilder, Zeichn., Radierungen, Montagen / hrsg. von Fritz Bartelt. Landesverb. Lippe, Inst. für Lipp. Landeskunde, Detmold, 1983

## Ausstellungen
- Sibylle Dotti: Zeichn., Radierungen, Fotomontagen. José Delgado: Plastiken, Reliefs, Emails. Ausstellung vom 30. Juni – 4. Aug. 1974 im Städt. Gustav-Lübcke-Museum Hamm, 1974

## Biographische Literatur
- Ingo Althöfer: Am Ende wird es Lippe sein – Über den Flüchtlingszug mit Berliner Lehrerinnen und Schülerinnen im Jahr 1945. 3-Hirn-Verlag, Lage, Oktober 2020.

## Belege
1. ↑  Ingo Althöfer: Am Ende wird es Lippe sein – Über den Flüchtlingszug mit Berliner Lehrerinnen und Schülerinnen im Jahr 1945. 3-Hirn-Verlag, Lage, Oktober 2020.
2. ↑  Nachlassverwaltung wichtige Aufgabe. LIPPE aktuell – Das Mitteilungs- und Anzeigenblatt für die Region Lippe, abgerufen am 5. Oktober 2018.
3. ↑  Sibylle Dotti. 11. Mai 2015, abgerufen am 5. Oktober 2018.
4. ↑  Peter Bockwinkel: Kunst und Musik im Technikum, lz.de, 14. September 2015, abgerufen am 15. Mai 2020.

| Personendaten    | Personendaten                                   |
| ---------------- | ----------------------------------------------- |
| NAME             | Dotti, Sibylle                                  |
| KURZBESCHREIBUNG | deutsche Kunstpädagogin, Malerin und Grafikerin |
| GEBURTSDATUM     | 1913                                            |
| GEBURTSORT       | Berlin-Schöneberg                               |
| STERBEDATUM      | 17. Dezember 2003                               |
| STERBEORT        | Lage                                            |